# Nikolaevo
Nikolaevo (Bulgaars: Николаево) is een stad en een gemeente in de Bulgaarse oblast Stara Zagora. 

## Geografie
De gemeente Nikolaevo ligt in het noordoostelijke deel van de regio Stara Zagora. Met een oppervlakte van 96,524 km² is het de kleinste van de 11 gemeenten van het district - oftewel 1,87% van het grondgebied van Stara Zagora. De grenzen zijn als volgt:
- in het noorden en oosten - gemeente Goerkovo;
- in het zuiden - gemeente Stara Zagora;
- in het westen - gemeente Maglizj.

## Geschiedenis
Nikolaevo werd op 26 augustus 1977 uitgeroepen tot stad; daarvoor had het nog de status van dorp ('село', selo).

## Bevolking

#### Etnische samenstelling
De etnische Bulgaren vormen de meerderheid van de bevolking van de gemeente Nikoaevo. Er is een significante Roma-gemeenschap van ongeveer 25% van de totale bevolking - het op twee na hoogste percentage in Bulgarije (op Peroesjtitsa en Maglizj na). Verder wonen er ongeveer vijfhonderd Bulgaarse Turken (11% van de totale bevolking), vooral in het dorp Edrevo (333 etnische Turken; 69% van de bevolking). 
| Etnische samenstelling in de gemeente Nikolaevo | Etnische samenstelling in de gemeente Nikolaevo | Etnische samenstelling in de gemeente Nikolaevo | Etnische samenstelling in de gemeente Nikolaevo | Etnische samenstelling in de gemeente Nikolaevo | Etnische samenstelling in de gemeente Nikolaevo |
| Plaats                                          | Aantal inwoners (census 2011)                   | Bulgaren                                        | Turken                                          | Roma                                            | overig, onbekend                                |
| ----------------------------------------------- | ----------------------------------------------- | ----------------------------------------------- | ----------------------------------------------- | ----------------------------------------------- | ----------------------------------------------- |
| stad Nikolaevo                                  | 2.658                                           | 1.607                                           | 45                                              | 739                                             | 267                                             |
| dorp Nova Machala                               | 715                                             | 432                                             | 73                                              | 197                                             | 13                                              |
| dorp Elchovo                                    | 491                                             | 319                                             | 13                                              | 147                                             | 12                                              |
| dorp Edrevo                                     | 482                                             | 135                                             | 333                                             | -                                               | 14                                              |
| gemeente Nikolaevo                              | 4.346                                           | 2.493                                           | 464                                             | 1.083                                           | 306                                             |

In 2021 had de gemeente Nikolaevo 3.553 inwoners van 9 jaar of ouder, van wie er 3.248 konden lezen en schrijven, terwijl 305 analfabeet waren.

#### Religieuze samenstelling
Van de 4346 inwoners hebben er 3847 gereageerd op de volkstelling van 2011, terwijl 499 inwoners niet hebben gereageerd. Van deze 3847 inwoners zijn er vervolgens 2183 Bulgaars-orthodox (57%); 568 inwoners beschouwen zichzelf als niet-religieus (15%); 143 inwoners zijn islamitisch (4%); 13 inwoners zijn protestants; 12 inwoners zijn katholiek. Verder hebben 928 inwoners (24%) aangegeven dat ze liever geen antwoord geven op deze vraag.
De religieuze samenstelling van de bevolking van de gemeente Nikolaevo kan verschillen van de bovengenoemde cijfers, aangezien ruim een derde van de inwoners niet heeft gereageerd op de optionele census van 2011. 

## De zaak-Maria
In 2013 kreeg de stad Nikolaevo internationale bekendheid vanwege de zaak-Maria. Begin oktober 2013 werd het Roma-meisje Maria aangetroffen in een Roma-kamp in Griekenland, waar ze bij mensen woonde die niet haar ouders waren. De zoektocht naar de echte ouders van het blonde meisje werd wereldnieuws. Haar biologische ouders, Shasha Ruseva en Atanas Rusev, zijn afkomstig uit de stad Nikolaevo.

## Kernen
De gemeente Nikolaevo bestaat uit 4 nederzettingen: één stad (Nikolaevo) en drie dorpen (Nova Machala, Elchovo en Edrovo).
| Dorp               | Cyrillisch       | Oude naam (vaak Turks) | Oppervlakte (km²) | Inwonersaantal (census 2021) | Dichtheid (inw./km²) |
| ------------------ | ---------------- | ---------------------- | ----------------- | ---------------------------- | -------------------- |
| Nikolaevo (stad)   | Николаево        | Esjekdzjii (Eşekçi)    | 14,867            | 2577                         | 173,3                |
| Nova Machala       | Нова махала      | -                      | 18,938            | 618                          | 32,63                |
| Elchovo            | Елхово           | Milevo                 | 47,388            | 435                          | 9,18                 |
| Edrevo             | Едрово           | Balabanli              | 15,331            | 564                          | 36,79                |
| gemeente Nikolaevo | община Николаево | -                      | 96,524            | 4194                         | 43,45                |